# Guapira noxia
Guapira noxia är en underblomsväxtart som först beskrevs av Netto, och fick sitt nu gällande namn av Cyrus Longworth Lundell. Guapira noxia ingår i släktet Guapira och familjen underblomsväxter. Inga underarter finns listade i Catalogue of Life.

## Bildgalleri

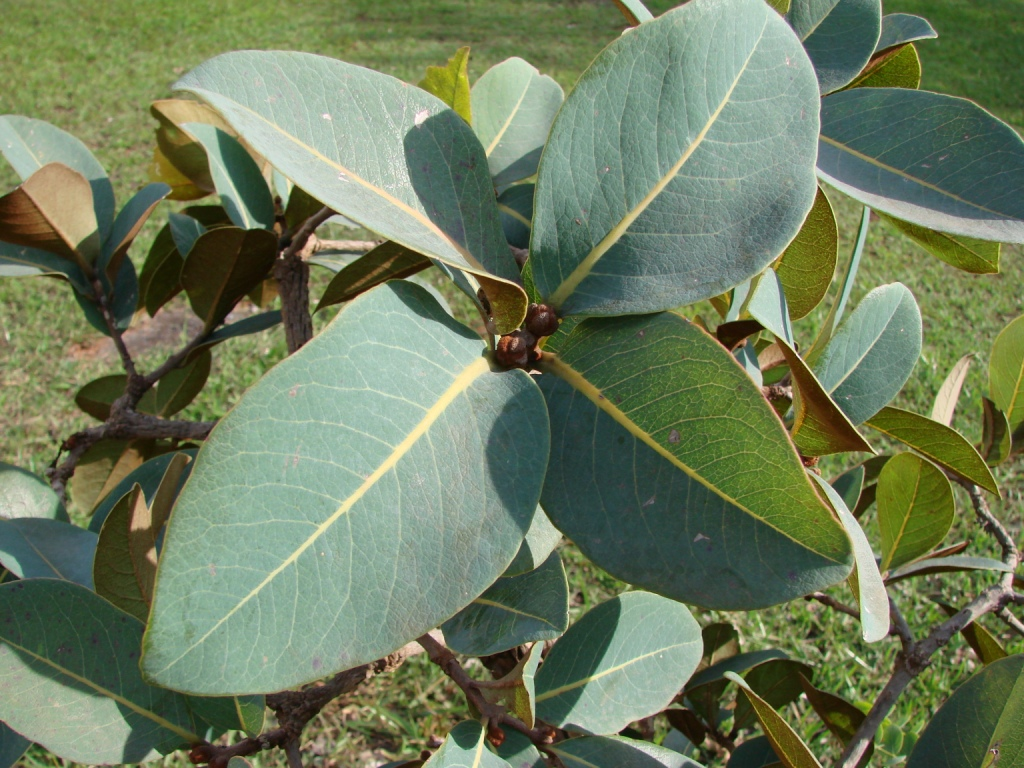
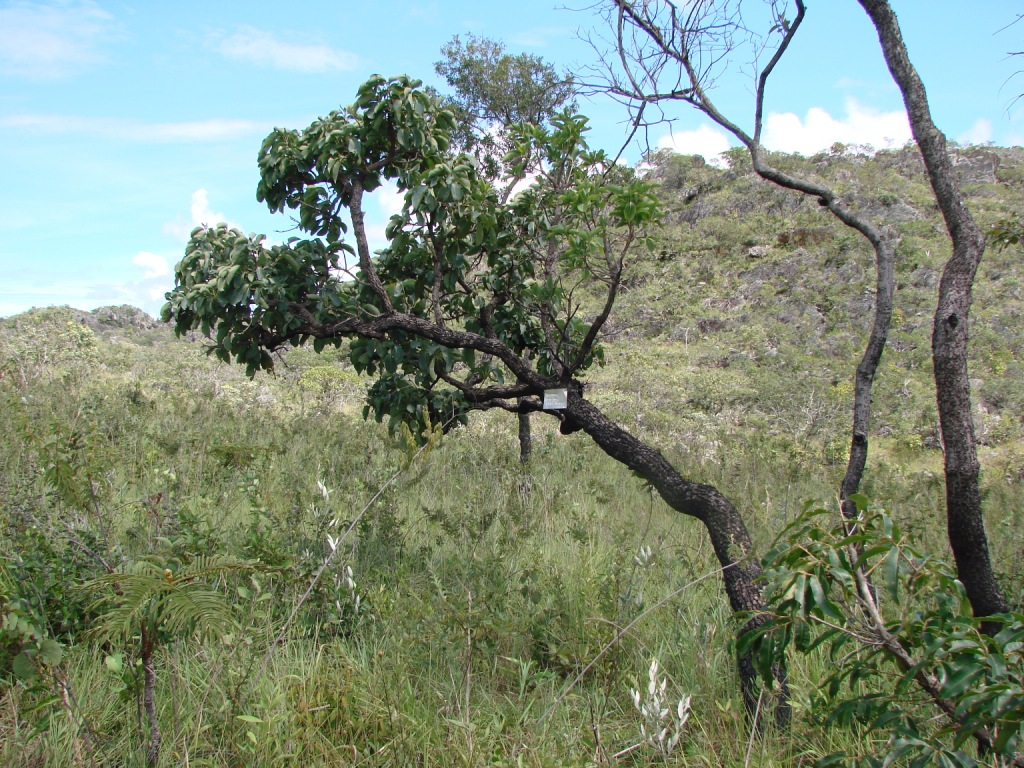
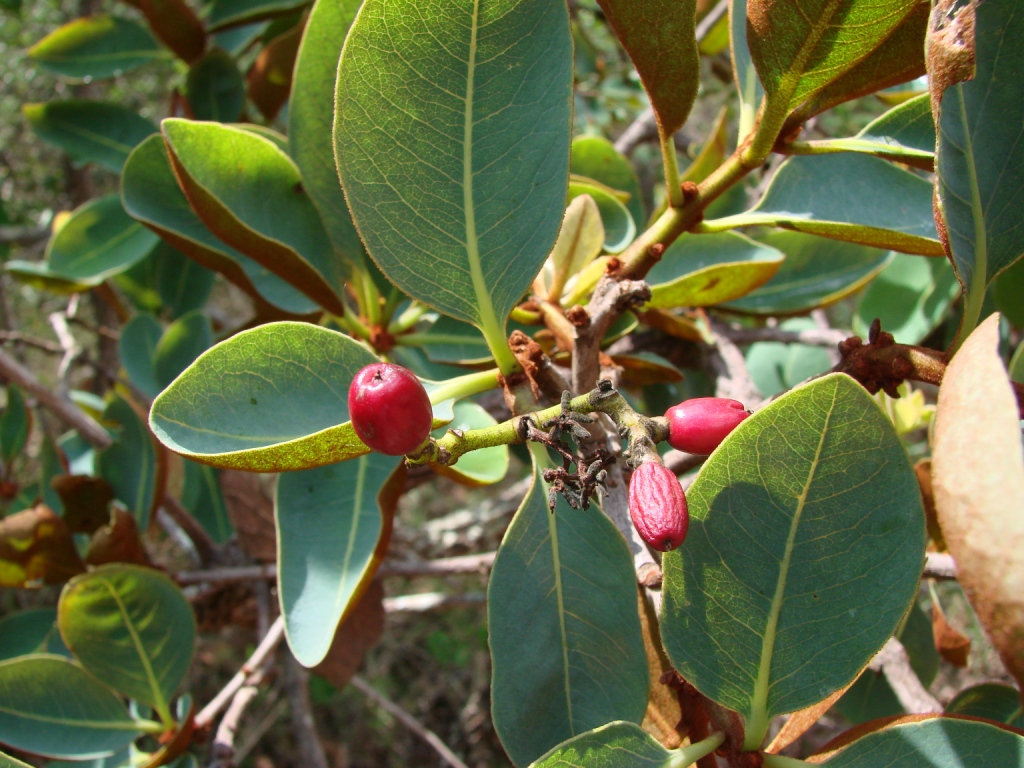